# Municipio de Minneapolis
El municipio de Minneapolis (en inglés: Minneapolis Township) es un municipio ubicado en el  condado de Avery en el estado estadounidense de Carolina del Norte. En el año 2010 tenía una población de 384 habitantes.

## Geografía
El municipio de Minneapolis se encuentra ubicado en las coordenadas 36°6′59.63″N 82°0′27.53″O / 36.1165639, -82.0076472.